# 耶律斜軫
耶律斜軫（やりつ しゃしん、生年不詳 - 999年）は、遼（契丹）の軍人・政治家。耶律休哥とならんで遼の名将として知られる。名は色珍とも書かれる。字は韓隠。

## 経歴
于越の耶律曷魯の孫にあたる。保寧元年（969年）、枢密使蕭思温の推薦で景宗と面会し、時政についての諮問に答えて重んじられた。妻が睿智蕭皇后の姪であったため、西南面の諸軍の節度と統制を命じられ、北漢を救援した。保寧8年（976年）、南院大王に転じた。
乾亨元年（979年）、北宋が北漢を攻撃すると、斜軫は耶律沙の下で従軍し、白馬嶺で宋軍と戦った。耶律沙らが危地におちいると、斜軫は救援におもむき、多数の矢を斉射して、宋軍がいっとき怯んだ隙に撤退した。この年の秋、北宋が北漢を滅ぼし、勝勢に乗じて燕雲十六州の奪還を図った。北院大王耶律奚低が蕭討古とともに宋軍を迎え撃ったが敗戦し、撤退して清河の北に駐屯した。斜軫は耶律奚底らの青幟軍の指揮権を獲得して得勝口に宋軍を誘いこんだ。斜軫はそこを攻撃して、宋軍を撃破した。高梁河の戦いにおいては、耶律休哥と左・右翼に分かれて夾撃し、宋軍を撃破した。
統和元年（983年）、聖宗が即位すると、斜軫は守司徒となった。睿智太后が称制すると、斜軫は信任を受けて北院枢密使となった。統和3年（985年）、都統となり女直を攻撃した。統和4年（986年）3月、北宋の曹彬・米信らが雄州・易州に進出し、楊業が代州に侵入すると、睿智太后は自ら軍を率いて燕雲十六州を救援しようとし、斜軫を山西路兵馬都統に任じた。楊業が山西の諸郡を陥落させると、宋兵に各郡を分守させ、自身は代州に駐屯した。5月、斜軫は定安で賀令図の軍と遭遇して撃破し、五台まで追撃して数万人を斬首した。翌日、蔚州に到着したが、城中の宋軍はあえて出戦してこなかったので、斜軫は矢文を城壁の上に射こんで、降伏を勧告した。斜軫は宋の援軍がやってくることを察知して、都監の耶律題子に命じて夜のあいだに伏兵を布かせ、敵の援軍がやってくるのを待った。蔚州城中の宋軍は援軍がやってきたのを見ると、城を討って出た。斜軫はその背後を襲い、宋の両軍を撃破して飛狐まで追撃し、2万人あまりを斬首して蔚州を奪取した。賀令図と潘美が宋軍を率いてやってくると、斜軫は飛狐で迎え撃って、撃破した。渾源・応州の宋軍は、みな城を捨てて敗走した。斜軫は楊業が出兵してきたのを知って、蕭撻凜に命じて道中に伏兵を布かせた。翌朝、楊業の軍がやってくると、斜軫は軍を率いて戦うふりをした。楊業の本隊が前面にあらわれると、斜軫はいつわって後退し、伏兵が襲撃したところを、斜軫は攻撃に転じた。楊業は敗走し、狼牙村にいたって、宋軍は総崩れとなった。楊業は流れ矢に当たって捕らえられた。斜軫は「おまえと我が国は30年あまりにわたって争ったが、今日は何の面目あって相まみえたか」と言って楊業を責めると、楊業は死を求めるのみであった。
8月、帰還すると、功績により守太保の位を加えられた。統和6年（988年）、聖宗の南征に従軍し、涿州を陥落させると、宋軍を追撃して撃破した。後に魏王に封じられた。統和17年（999年）9月、睿智太后の南征に従軍し、軍中で死去した。
庶子の耶律狗児は、小将軍に上った。

## 伝記資料
- 『遼史』巻83 列伝第13